# Nemopoda nitidula
Nemopoda nitidula är en tvåvingeart som först beskrevs av Fallen 1820.  Nemopoda nitidula ingår i släktet Nemopoda och familjen svängflugor. Arten är reproducerande i Sverige. Inga underarter finns listade i Catalogue of Life.